# Pehr Hilleström
Pehr Hilleström der Ältere (* 18. November 1732 in Väddö bei Stockholm; † 13. August 1816 in Stockholm) war ein schwedischer Maler.

Selbstporträt

Er ging ab 1743 bei Johan Filip Korn in die Lehre und an der Akademie in Stockholm bei Guillaume Thomas Taraval (1701–1750) und Jean Eric Rehn. Außerdem lernte er bei dem Fächermaler Christian Fehmer und dem Tapetenweber Pierre Louis Duru (gestorben 1753). Danach arbeitete er zehn Jahre an der Gobelin-Manufaktur. 1757/58 studierte er auf Staatskosten in Paris insbesondere Gobelin-Herstellung, aber auch Malerei bei Jean Siméon Chardin und François Boucher. Danach arbeitete er wieder als Weber, und erst mit ungefähr vierzig Jahren wandte er sich ernsthaft der Malerei zu. 1773 wurde er Mitglied der Stockholmer Akademie, an der er 1777 Professor wurde, und 1776 Hofmaler.
Er hinterließ mit über 1100 Gemälden ein umfangreiches Œuvre. Darunter sind auch viele Bilder aus dem alltäglichen Leben im damaligen Schweden. Eine seiner Vorlieben waren Nachtszenen mit Kerzenlicht, er malte Bilder von Industriebetrieben und Bergwerken, Bauern und auch Stillleben ähnlich Chardin. Es gibt von ihm offizielle Bilder königlicher Empfänge und Besuche, von Paraden, Opern- und Theateraufführungen und der Karussell genannten Ritterspiele im Park von Schloss Drottningholm.
Sein Sohn Carl Petter Hilleström (1760–1812) war ebenfalls Maler.

## Galerie

Selbstporträt, 1771
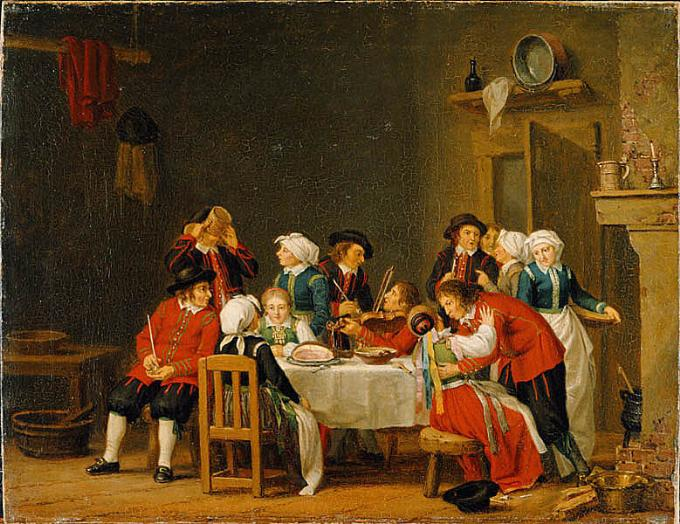
Gesellschaft in einer Bauernstube
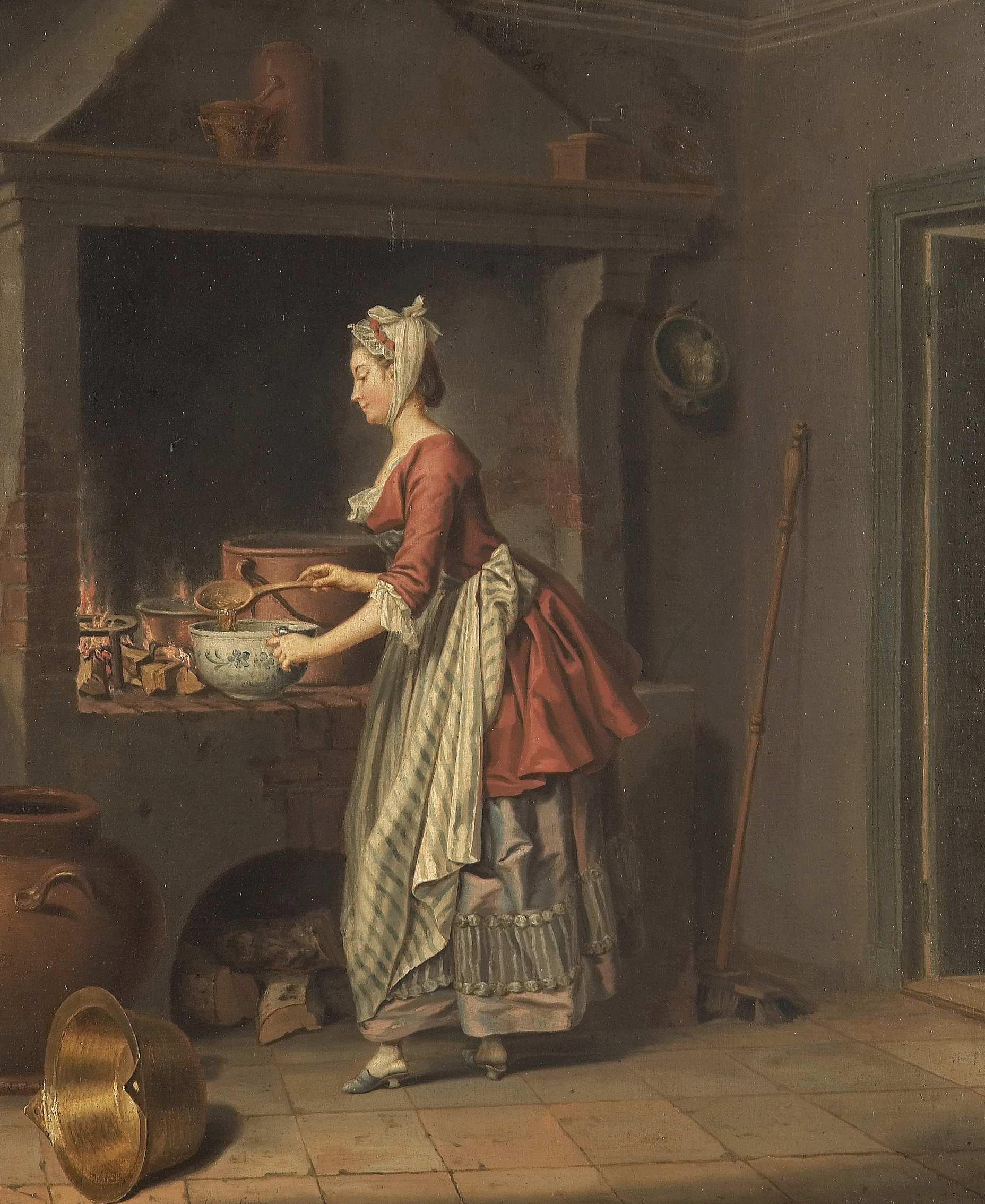
Ein Mädchen schöpft Suppe in eine Schüssel
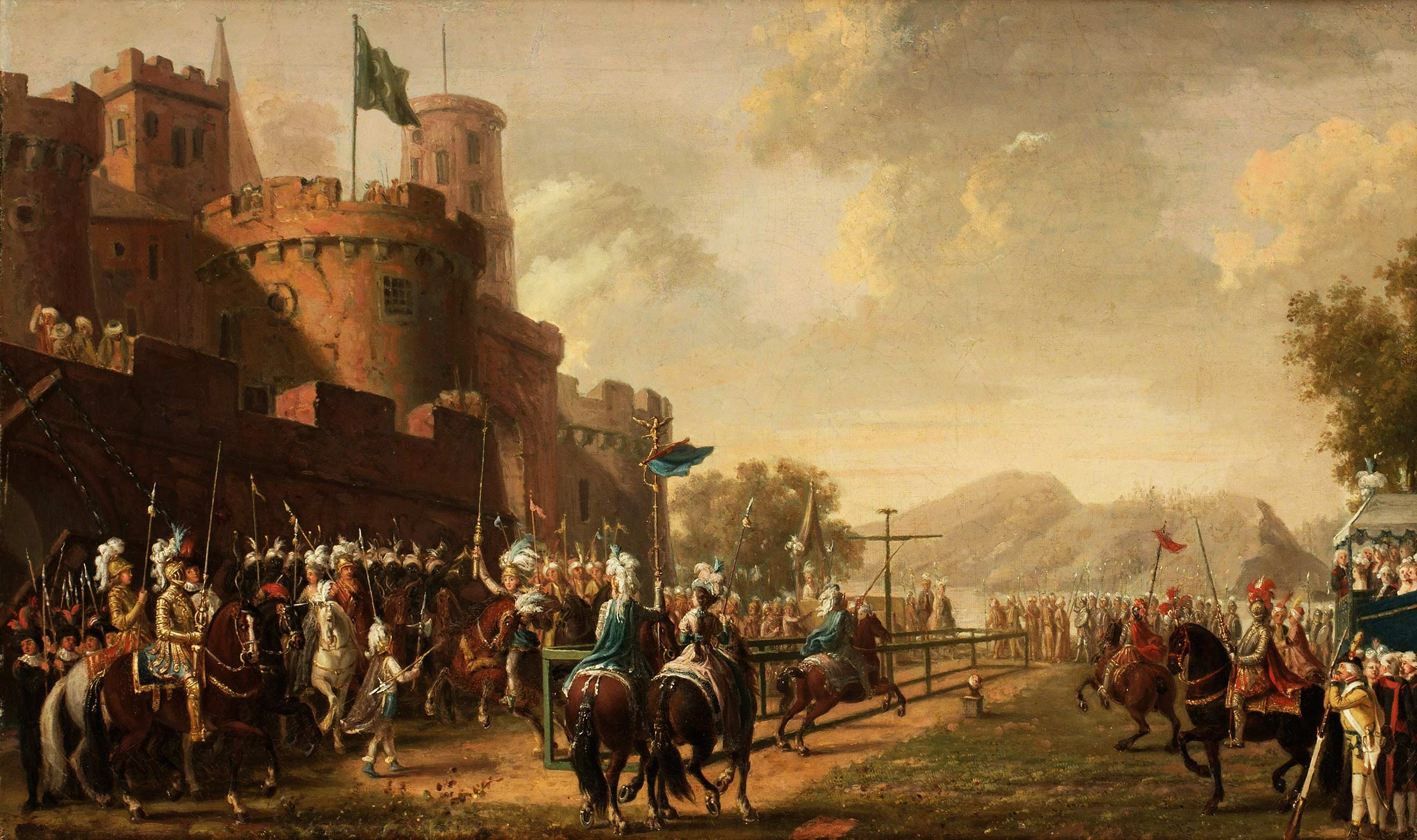
Karusell in Drottningholm
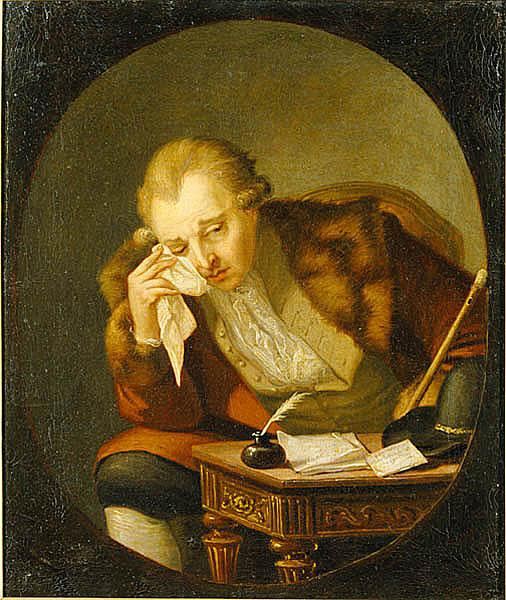
Carl Michael Bellman
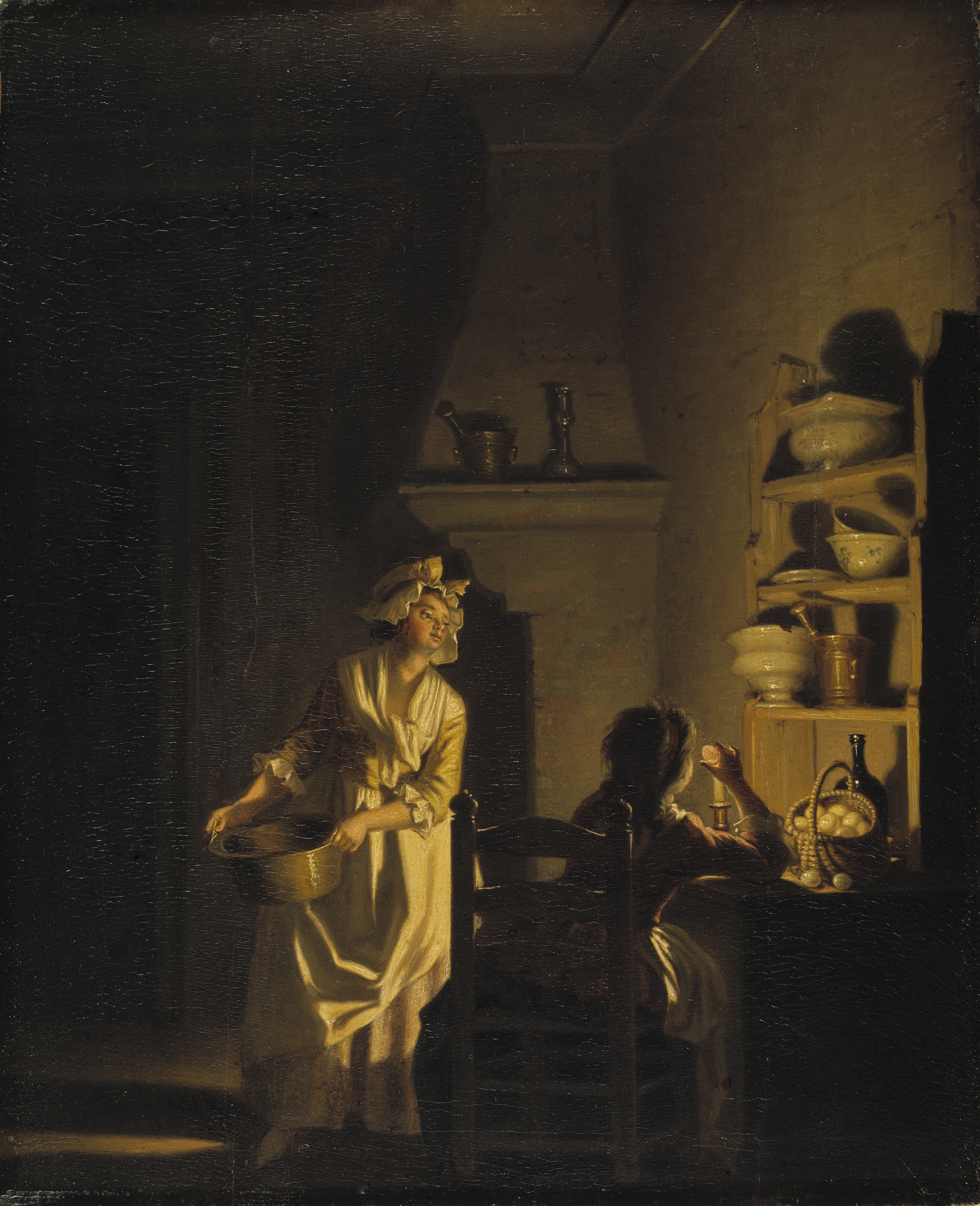
Küche
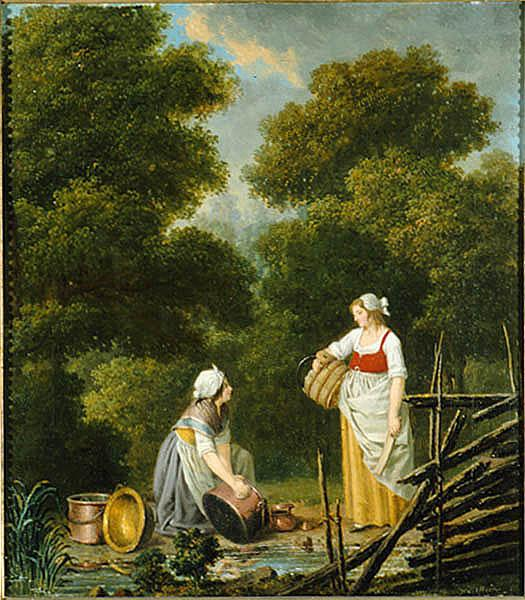
Zwei Mädchen am Bach
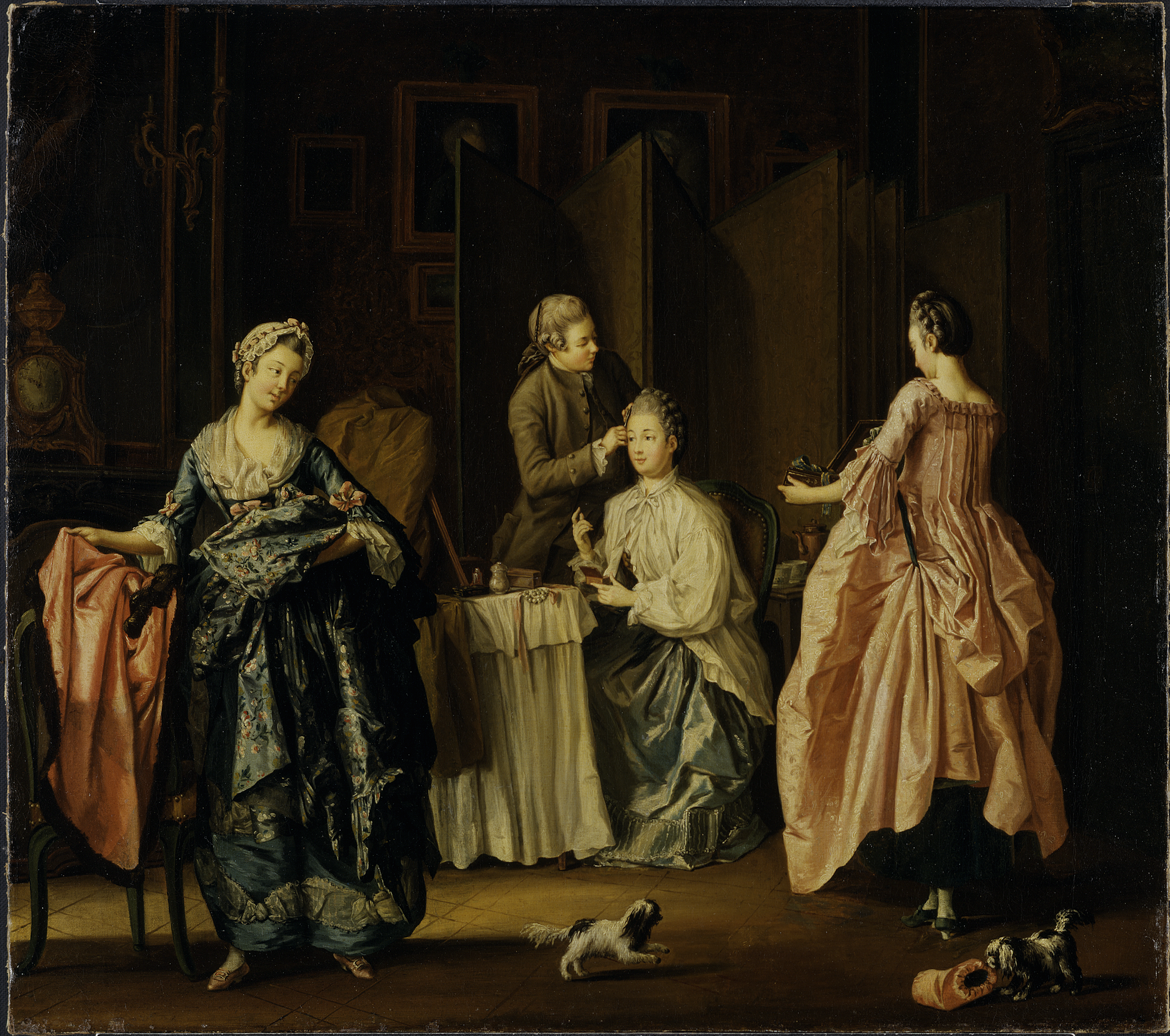
Morgentoilette
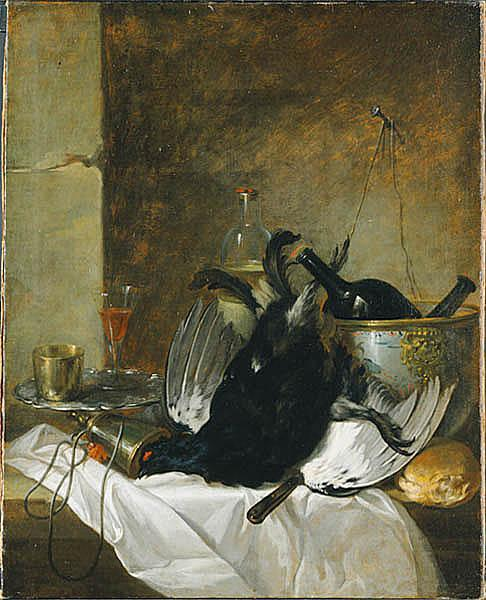
Stillleben
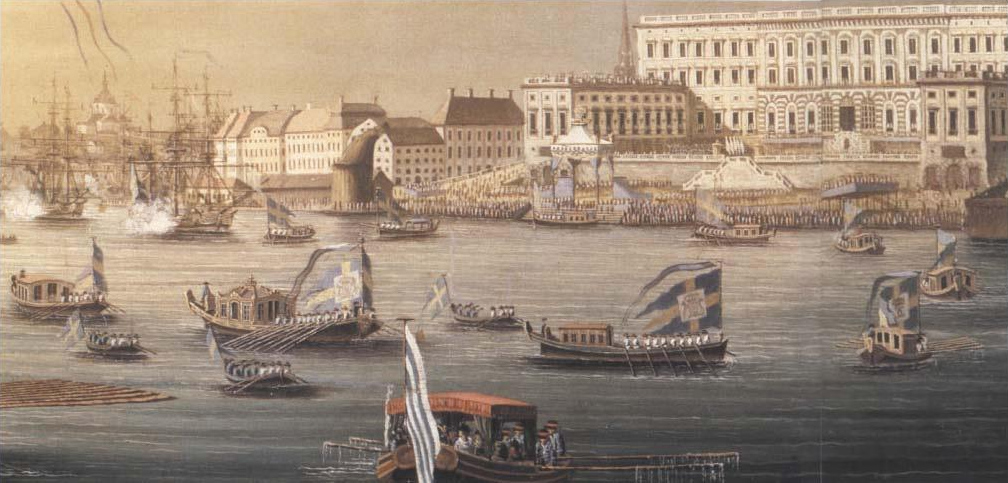
Hedwig von Schleswig-Holstein-Gottorf trifft in Stockholm ein, 1774
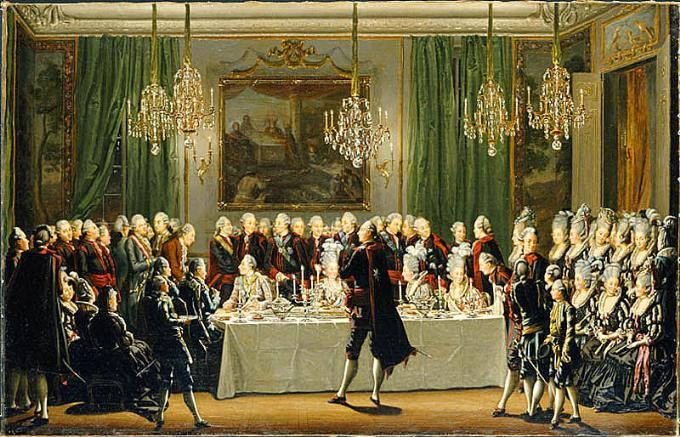
Öffentliches Bankett im Stockholmer Schloss (Publik taffel) am Neujahrstag 1779
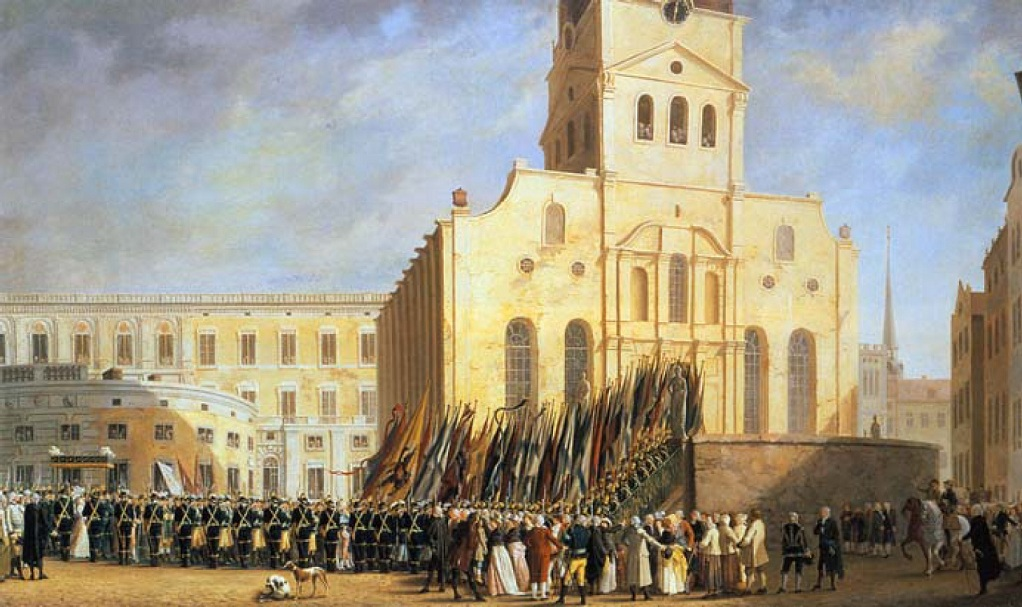
Feier nach dem Sieg im Svensksund 1790 (Zweite Seeschlacht bei Ruotsinsalmi).